# Sant Antoni de Pàdua de Riudoms
Sant Antoni de Pàdua de Riudoms és una ermita barroca de Riudoms (Baix Camp) protegida com a Bé Cultural d'Interès Local.

## Descripció
Ermita d'una sola nau, amb capelles laterals. Coberta amb volta de canó amb llunetes a la nau, i amb volta de canó a les capelles. Volta bufada a la capçalera, plana. A la sagristia hi ha una porta barroca. Campanar d'espadanya d'un sol ull centrat a la façana.

## Història
Segons consta a la portada, s'acabà de construir l'any 1702. Hi ha també un retaule barroc que fou cremat en part durant la Guerra Civil espanyola i reconstruït posteriorment.